# The Wizard of Id
The Wizard of Id (en español, El mago de Id y El mago Fedor) es una tira de prensa creada por los historietistas estadounidenses Brant Parker y Johnny Hart. Comenzada en 1964, la tira narra las cómicas peripecias de un numeroso reparto de personajes en un ruinoso reino medieval llamado "Id". De vez en cuando, el rey se refiere a sus súbditos como "Idiots" (Idiotas, en inglés). El título es un juego de palabras con The Wizard of Oz y el término freudiano Ello (en inglés, Id), que representa la parte primaria e instintiva de la psique humana.
En 1997, Brant Parker delegó en su hijo, Jeff Parker, que ya estaba implicado en la creación Id desde una década antes. Todavía a finales de 2002, la tira aparecía en alrededor de 1000 periódicos por todo el mundo, distribuida a través de Creators Syndicate.